# Siggeir
Siggeir est un personnage de la mythologie nordique.

## Biographie mythologique
Il est le roi de Gautland (c'est-à-dire Götaland/Geatland, parfois traduit en Gothland), dans la Völsunga saga,. Dans le Skáldskaparmál il est dit qu'il est un Sikling, parent de Sigar qui tua le héros Hagbard. Le Hversu Noregr byggðist indique que Sigar était le neveu de Siggeir.
Selon la Völsunga saga, Siggeir épouse Signý, la sœur de Sigmund et la fille du roi Völsung. Au cours du banquet, Odin apparaît sous un déguisement et plante une épée dans l'arbre Branstock. Il dit alors qui quiconque parviendra à ôter l'épée pourra la garder. Siggeir et tous les autres essayent, mais seul Sigmund réussit. Siggeir lui offre alors trois fois la valeur de l'épée, mais Sigmund, moqueur, refuse.
Offensé, Siggeir prépare sa vengeance. Il invite Sigmund, ses neuf frères et son père Völsung à lui rendre visite en Gautland trois mois plus tard. Ils sont alors attaqués par les Gauts : le roi Völsung est tué et ses fils capturés. Signý supplie son mari d'épargner ses frères et de les emprisonner au lieu de les tuer. Comme Siggeir compte les torturer avant de les exécuter, il accepte.
Il laisse alors sa mère, métamorphe, se changer en louve et dévorer chaque nuit l'un des frères, jusqu'à ce qu'il ne reste que Sigmund. Signý recouvre le visage de Sigmund de miel, et quand la louve arrive, elle commence par lécher le miel. Elle met sa langue dans la bouche de Sigmund, sur quoi celui-ci la mord, ce qui la tue. Sigmund se cache alors dans les forêts de Gautland, tandis que Signý lui apporte ce dont il a besoin.
Signý donne à Siggeir deux fils. Quand l'aîné atteint dix ans, elle l'envoie à Sigmund afin qu'il lui apprenne à venger les Völsungs. Le garçon échoue à l'épreuve de courage et Signý demande à Sigmund de tuer ce fils sans valeur. La même chose arrive au deuxième fils de Siggeir. Finalement, Signý se rend auprès de Sigmund sous le déguisement d'une sorcière et commet l'inceste avec lui. Elle a un fils, Sinfjötli, qui venge les Völsungs avec son père en attaquant et incendiant le hall de Siggeir, qui périt dans les flammes.